# توماس نيومان أونيل جونيور
توماس نيومان أونيل جونيور (بالإنجليزية: Thomas Newman O'Neill, Jr.)‏ هو محامي وقاضي أمريكي، ولد في 6 يوليو 1928 في هانوفر في الولايات المتحدة، وتوفي في 16 يناير 2018.